# Romagne (Gironda)
Romagne é uma comuna francesa na região administrativa da Nova Aquitânia, no departamento da Gironda. Estende-se por uma área de 5,14 km². Em 2010 a comuna tinha 472 habitantes (densidade: 91,8 hab./km²).